# بندر غز
بندر غز (بالفارسية: بندر گز) هي مدينة تقع الجزء الأوسط ومركز مدينة بندر غز، في غرب محافظة غلستان في إيران. يقدر عدد سكانها بـ 17,923 نسمة .